# Hmelivka, Șepetivka
Hmelivka (în ucraineană Хмелівка) este un sat în comuna Mîhailiucika din raionul Șepetivka, regiunea Hmelnîțkîi, Ucraina.

## Demografie
Componența lingvistică a localității Hmelivka
     Ucraineană (96,83%)
     Rusă (3,17%)
Conform recensământului din 2001, majoritatea populației localității Hmelivka era vorbitoare de ucraineană (96,83%), existând în minoritate și vorbitori de rusă (3,17%).